# Franklin Township (comté de Miller, Missouri)
Pour les articles homonymes, voir Franklin Township.
Franklin Township est un township, situé dans le comté de Miller, dans le Missouri, aux États-Unis,.
Le township est fondé en 1860 et baptisé en référence à une famille locale.

### Source de la traduction
- (en) Cet article est partiellement ou en totalité issu de l’article de Wikipédia en anglais intitulé « Franklin Township, Miller County, Missouri » (voir la liste des auteurs).